# Маньт (станція)
Маньт (монг. Мааньт) — залізнична станція в Монголії, розташована на Трансмонгольській залізниці між станціями Хонхор і Чойр.
Розташована в однойменному селі.